# Atrichopogon fulviscutellaris
Atrichopogon fulviscutellaris är en tvåvingeart som beskrevs av Tokunaga 1959. Atrichopogon fulviscutellaris ingår i släktet Atrichopogon och familjen svidknott. Inga underarter finns listade i Catalogue of Life.